# Jordi Carreño
Pour les articles homonymes, voir Carreño (homonymie) et Padilla.
Jordi Carreño Padilla, né le 15 mai 1953 à Barcelone (Catalogne, Espagne), est un footballeur espagnol qui jouait au poste de milieu de terrain.

## Biographie
Jordi Carreño arrive au FC Barcelone B en 1972 en provenance du CE Jupiter. Il reste huit ans au Barça, mais il est prêté durant quatre saisons à Hércules et Burgos. Avec Barcelone, il joue un total de 17 matchs de championnat et marque un but. Il remporte le championnat 1973-1974.
Jordi Carreño débute avec le FC Barcelone en 1973. De 1974 à 1976, il joue avec l'Hércules d'Alicante.
En 1976, il revient au FC Barcelone jusqu'en 1978.
En 1978, il rejoint Burgos CF. En 1980, il est recruté par l'Espanyol de Barcelone jusqu'en 1982. Il retourne ensuite dans les rangs de l'Hércules d'Alicante.
Son dernier club est le Lorca Deportiva CF où il met un terme à sa carrière de joueur en 1985.

## Palmarès
- Champion d'Espagne en 1974 avec le FC Barcelone